# Wagram
Wagram és una població dels Estats Units a l'estat de Carolina del Nord. Segons el cens del 2000 tenia 801 habitants.

## Demografia
Segons el cens del 2000, Wagram tenia 801 habitants, 307 habitatges i 224 famílies. La densitat de població era de 210,4 habitants per km².
Dels 307 habitatges en un 28,7% hi vivien nens de menys de 18 anys, en un 49,2% hi vivien parelles casades, en un 20,2% dones solteres, i en un 27% no eren unitats familiars. En el 23,5% dels habitatges hi vivien persones soles l'11,4% de les quals corresponia a persones de 65 anys o més que vivien soles. El nombre mitjà de persones vivint en cada habitatge era de 2,61 i el nombre mitjà de persones que vivien en cada família era de 3,09.
Per edats la població es repartia de la següent manera: un 26,8% tenia menys de 18 anys, un 7,2% entre 18 i 24, un 23,6% entre 25 i 44, un 27,7% de 45 a 60 i un 14,6% 65 anys o més.
L'edat mediana era de 40 anys. Per cada 100 dones de 18 o més anys hi havia 75,4 homes.
La renda mediana per habitatge era de 39.583 $ i la renda mediana per família de 44.615 $. Els homes tenien una renda mediana de 30.809 $ mentre que les dones 19.107 $. La renda per capita de la població era de 16.089 $. Entorn del 14,3% de les famílies i el 18,7% de la població estaven per davall del llindar de pobresa.

## Poblacions més properes
El següent diagrama mostra les poblacions més properes.